# Малая Вязовка (приток Большой Вязовки)
Малая Вязо́вка — река в Красноармейском районе Самарской области, левый приток Большой Вязовки (в низовьях Чапаевки).

## Описание
Длина реки 22 км, площадь бассейна 164 км². Берёт начало в 2,5 км к юго-востоку от посёлка Алексеевский на юге района. От истока течёт немного на северо-восток, затем поворачивает на север. Протекает через населённые пункты Волчанка, Нестеровка, Арсентьевка, Натальино и впадает в Большую Вязовку по левому берегу в селе Красноармейское (35 км от устья).
Река пересыхающая, сток зарегулирован. Верховья реки и притоков соединены Куйбышевским обводнительно-оросительным каналом с реками бассейнов Чагры, Большого Иргиза и с Безенчуком.

## Данные водного реестра
По данным государственного водного реестра России относится к Нижневолжскому бассейновому округу, водохозяйственный участок реки — Чапаевка от истока до устья, речной подбассейн реки — подбассейн отсутствует. Речной бассейн реки — Волга от верхнего Куйбышевского водохранилища до впадения в Каспий.
Код объекта в государственном водном реестре — 11010001212112100008787.